# Egbert Neuhaus
Egbert Heinrich Josef Neuhaus (* 19. Juni 1953) ist ein deutscher Unternehmer und seit 2001 Vorsitzender des Unternehmensverbandes Westfalen-Mitte in Arnsberg. Er ist Mitglied der CDU. Sein Wohnort ist Arnsberg.

## Ausbildung und Beruf
Nach dem Gymnasium mit Abitur im Jahr 1973 und anschließendem Dienst bei der Bundeswehr studierte Neuhaus an der Universität Münster und Dortmund, wo er den Abschluss als Diplom-Ökonom machte.
Von 1980 war er in dem 1867 gegründeten Familienunternehmen WESCO in Arnsberg tätig und übernahm dort im Jahr 1990 die Geschäftsführung. 1996 wurde er geschäftsführender Gesellschafter von WESCO sowie von einer 1992 gegründeten Tochterfirma in Schwarzenberg/Erzgeb. Ende 2023 musste WESCO, aufgrund der wirtschaftlichen Lage, Insolvenz anmelden. Neuhaus schied dadurch im Februar 2024 als Geschäftsführer aus. Die Firma selbst konnte wegen fehlender Investoren nicht gerettet werden und stellte zum 1. März 2024 den Geschäftsbetrieb vollständig ein. Seit 1994 ist er Mitglied der Vollversammlung der Industrie und Handelskammer in Arnsberg und seit 1996 deren Vizepräsident. Seit 2001 amtiert er als Vorsitzender des Unternehmensverbandes Westfalen-Mitte.

## Politik und ehrenamtliche Tätigkeiten
Seit 1970 gehört Egbert Neuhaus der CDU an. Er war von 1970 bis 1973 Ortsvereinsvorsitzender der Jungen Union Neheim-Hüsten. Von 1975 bis 1994 gehörte als Mitglied dem Kreistag des Hochsauerlandkreises an.

## Ehrungen
Für seine Verdienste um das Gemeinwesen erhielt Egbert Neuhaus am 25. November 2015 das Bundesverdienstkreuz am Bande. Den Verdienstorden des Landes Nordrhein-Westfalen erhielt er im Jahr 2010.